# Gabriela Bolle
Gabriela Bolle Carrillo (* 14. Dezember 2000 in Florencia) ist eine kolumbianische BMX-Rennfahrerin.

## Sportlicher Werdegang
Bolle wurde in Florencia geboren, wuchs aber in Barranquilla auf, wo sie auf die Deutsche Schule ging. Zum BMX-Fahren wurde sie durch den Olympiasieg 2012 von Mariana Pajón inspiriert. Schon 2015, noch vor ihrem 15. Geburtstag, gewann sie hinter ihrem Idol die Silbermedaille bei den kolumbianischen Nationalspielen.
2017 und 2018, als Juniorin, war sie jeweils Landesmeisterin und Medaillengewinnerin der Panamerika-Meisterschaften. Im Juni 2018 gewann sie die Bronzemedaille im Junioren-Rennen der BMX-Rennsport-Weltmeisterschaften. Im Monat darauf nahm sie an den Zentralamerika- und Karibikspielen in ihrer Heimatstadt teil und gewann die Goldmedaille; nach diesem Erfolg führte sie die Junioren-Weltrangliste an. Im Oktober des Jahres vertrat sie Kolumbien bei den Olympischen Jugendspielen und trug zum Gewinn der Bronzemedaille im Mixed-Wettbewerb bei.
2019 rückte sie altersbedingt in die Elite-Kategorie auf. Nachdem ihre Karriere 2020 wegen der Corona-Pandemie eine Unterbrechung erfahren hatte, erreichte sie beim Weltcup 2021 in Bogotá erstmals das Finale und wurde Zweite.
2022 absolvierte Bolle einen Lehrgang am Centre Mondial du Cyclisme in Aigle. Sie errang mehrere Medaillen bei Turnieren in Lateinamerika, jeweils hinter Pajón, so bei den Südamerikaspielen 2022, den Zentralamerika- und Karibikspielen 2023, den Panamerikanischen Spielen 2023 und auch bei den Nationalspielen 2023. 2024 vertrat sie, an der Seite von Mariana Pajón, Kolumbien im olympischen BMX-Rennen; dort erreichte sie das Halbfinale und kam im Endklassement auf den 14. Platz.

## Erfolge
2017
 Kolumbianische Meisterin (Junioren)
 Panamerika-Meisterschaften (Junioren)
2018
 Kolumbianische Meisterin (Junioren)
 Zentralamerika- und Karibikspiele
 Panamerika-Meisterschaften (Junioren)
 Weltmeisterschaften (Junioren)
 Olympische Jugendspiele – Mixed (mit Juan Camilo Ramírez)
2022
 Südamerikaspiele
2023
 Zentralamerika- und Karibikspiele
 Panamerikanische Spiele